# Horos
 (décembre 2012).
Cet article concerne l'objet grec.  Pour le personnage de dessin animé, voir Goldorak.

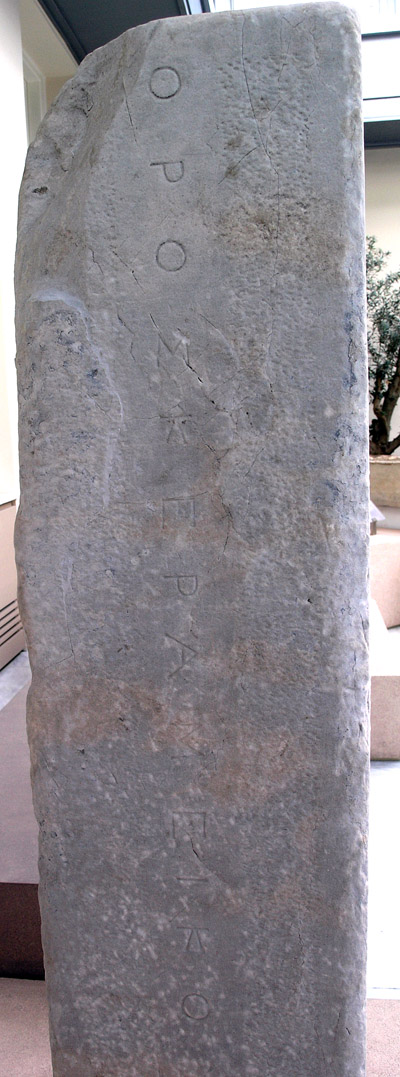
Borne marquant la limite du quartier du Céramique, musée archéologique du Céramique.

Un horos (en grec ancien ὅρος / hóros, au pluriel ὅροι / hóroi) est une borne de pierre utilisée en Grèce antique pour délimiter les propriétés. À partir du IVe siècle av. J.-C., les horoi sont également employés comme bornes hypothécaires, marquant les terres engagées envers un créditeur.

## Le corpus deshoroi
Plus de 200 horoi ont été mis au jour au cours de fouilles archéologiques en Attique et dans des îles de la mer Égée sous influence athénienne. En 1951, le texte de 222 d'entre elles était publié. Elles ont été datées de -400 à -200 et permettent une analyse intéressante de la propriété foncière et des mécanismes du crédit à Athènes. Loin de concerner les petits paysans criblés de dettes, les horoi touchent surtout les biens immobiliers de riches propriétaires terriens.

### Hypothèque simple
Dans l'hypothèque simple (ὑποθήκη / hypothếkê), l'emprunteur donne en garantie au prêteur une propriété immobilière de valeur équivalente à la somme empruntée, pour une durée fixée par contrat écrit (συνθήκη / synthếkê) déposé chez un tiers et mentionné par le horos, apposé sur le bien hypothéqué. Ainsi, une borne trouvée à Éleusis et datée de -299 à -298 indique :

« Sous l'archontat d'Aristonymos, borne de la maison donnée en hypothèque à Nausistratos d'Éleusis pour 200 drachmes, conformément au contrat déposé chez Théodoreos d'Oinoé. »

### Vente conditionnelle
Dans la vente sous condition de rachat libératoire (πρᾶξις ἐπὶ λὐσει / prãxis epì lúsei), la personne ayant besoin d'argent vend un bien immeuble à un acheteur, bien qu'il ait obligation de racheter dans un délai fixé (mais jamais mentionné sur l’ horos). À défaut, l'acheteur devient définitivement propriétaire du bien. Pendant la durée de la vente conditionnelle, l'acheteur-créditeur conserve la jouissance du bien et verse des intérêts à l'acheteur. Le horos sert à matérialiser l'arrangement. Ainsi, une borne du IVe siècle av. J.-C. découverte sur le territoire du dème de Képhalè indique :

« Borne du terrain et de la maison vendue sous condition de rachat libératoire à Aischylos, fils de Diphilidès, de Prospalta, 3240 drachmes, conformément au contrat déposé chez les thesmothètes. »

### Hypothèque sur les biens de mineurs
Ce cas de figure (ἀποτίμημα / apotímêma), concerne l'héritier mineur. Sur disposition testamentaire du défunt ou décision du tuteur, les biens immobiliers de l'héritage peuvent être mis en location par enchère publique. Le locataire qui remporte l'enchère doit verser au propriétaire mineur une rente annuelle, dont le montant (non mentionné sur les horoi) a été fixé par l'enchère. Il est tenu de rendre les biens à la majorité du propriétaire (14 ans pour une fille épiclère, 18 ans pour un garçon). Ainsi, une borne du IVe siècle av. J.-C. découverte à Naxos indique :

« Borne des terrains, de la maison et du toit de tuiles hypothéqués au profit des enfants mineurs d'Épiphron, pour un capital de 3500 drachmes et un loyer annuel de 400 drachmes sous [l'archontat de] - - êtos ; la totalité de cette propriété a été donnée en hypothèque, y compris les domaines situés à Élaionte et à Mélas. »

### Hypothèque dotale
Cette hypothèque (ἀποτίμημα προκός / apotímêma prokós) concerne la dot versée par le père de l'épouse à son gendre. En effet, celle-ci n'est pas tout à fait la propriété du mari : elle doit être rendue au père de l'épouse si celle-ci meurt sans enfants. Pour garantir la restitution de la somme dans pareil cas, le père exige souvent une garantie sous forme de bien immobilier au futur époux. Ce bien reste entre les mains du mari, mais peut-être saisi par son beau-père s'il s'avère incapable de rendre la dot. 17 de ces horoi dotaux (recension de 1951) précisent le montant concerné : il va de 300 à 8000 drachmes, pour une moyenne de 2640 drachmes et une médiane de 1900 drachmes. Ces horoi concernent donc les riches Athéniens. Ainsi, un horos du IVe siècle découvert à Dionysos (ancienne Ikaria) indique :

« Borne du terrain et de la maison, hypothèque dotale [donnée] à Phanomachè, fille de Ktèson, du Céramique : 3000 drachmes. »

## Leshoroipré-soloniens

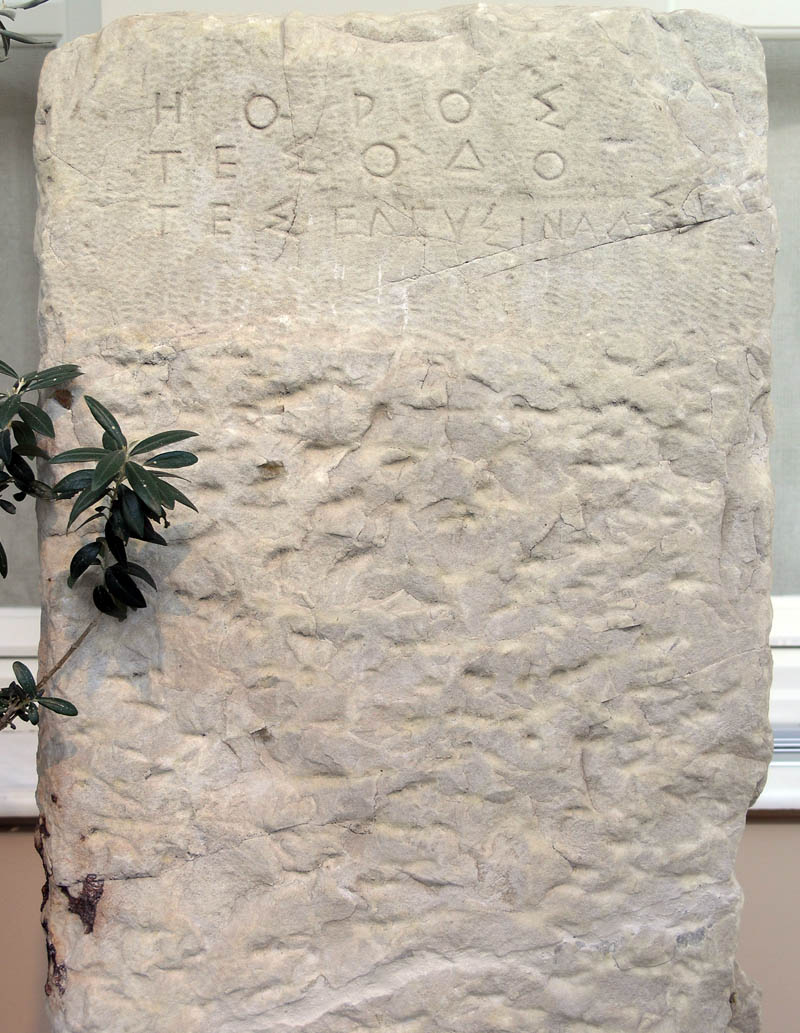
Borne marquant la limite de la Voie sacrée vers Éleusis, vers 520 av. J.-C., musée archéologique du Céramique.

Si les horoi classiques et hellénistiques ne posent aucun problème de compréhension, il en va autrement de ceux de l'époque archaïque, auxquels le législateur athénien Solon (VIe siècle av. J.-C.) fait allusion dans l'un de ses poèmes, lorsqu'il évoque la σεισάχθεια / seisakhtheia (« rejet du fardeau »), c'est-à-dire la libération des dettes :

« Elle peut mieux que tout autre m'en rendre témoignage au tribunal du temps, la vénérable mère des Olympiens, la Terre noire, dont j'ai arraché les bornes (horoi) enfoncées en tout lieu ; esclave (douleuousa) autrefois, maintenant elle est libre (eleuthera). »

En supprimant les dettes, Solon libère en effet les paysans et par là-même, leurs terres engagées, marquées – comme à l'époque classique semble-t-il par des bornes hypothécaires. Cependant, le but de la réforme de Solon n'est pas de supprimer les prêts garantis sur la terre. Au contraire, se bornant à interdire les garanties prises sur la personne des prêteurs ou de leur famille, il ne laisse aux paysans pas d'autre choix que d'engager leurs terres. La législation solonienne ne fait rien, de fait, pour empêcher un retour de l'état de fait à laquelle elle a mis fin.
En fait, il n'est pas aisé de savoir si les horoi pré-soloniens sont de même nature que ceux que l'on connaît par la suite. Ainsi, il n'est pas certain que la propriété du sol ait été individuelle, et que, partant, un individu puisse effectivement hypothéquer son bien. Si c'est le cas, que représentent les horoi ?
John V. A. Fine part du principe que la terre est inaliénable. De fait, en cas de défaut de remboursement, le contrat s'exécute sur la personne du débiteur, et non sur la terre. Pourtant, une solution alternative à la réduction en esclavage est possible : le débiteur vend sa terre au créancier sous condition de rachat ; le débiteur conserve la jouissance de la terre. Il ne s'agit pas ici d'une véritable vente conditionnelle au sens vu plus haut mais d'une fiction juridique destinée à contourner le problème de l'inaliénabilité de la terre.
Louis Gernet rejette cette interprétation qui lui paraît trop complexe et fondée sur le concept de « fiction juridique », dont il doute de l'existence à l'époque archaïque. Pour lui, les horoi sont le symbole palpable de la condition des hectémores (ἐκτήμοροι / hektếmoroi, littéralement « ceux de la sixième partie ») : ces « sizeniers », comme on les appelle aussi, sont des paysans attiques qui doivent pour redevance les cinq sixièmes de leur récolte – ne conservant donc pour eux qu'un sixième, d'où leur nom. Il est généralement admis que les hectémores sont ceux visés par la législation solonienne. Pour Gernet, les hectémores ne sont pas des débiteurs hypothécaires mais une classe sociale statutairement dépendante des propriétaires terriens. Les horoi marqueraient donc les terres qui, possédées par les Eupatrides (aristocrates athéniens), sont allouées aux hectémores et Solon aurait, au sens propre, « fait cesser l'esclavage du peuple ».